# Léonard de Trappes
Léonard de Trappes, ou de Trapes, ou Des Trapes, ou d'Estrapes, né à Nevers le 3 octobre 1558, mort à Auch le 29 octobre 1629, fut le 87e évêque, et 45e archevêque d'Auch, de 1600 à sa mort.

## Biographie
Après la mort du cardinal italien Louis d'Este, qui portait le titre d'archevêque d'Auch (30 décembre 1586), Henri de Navarre, alors protestant, livra le temporel de l'archevêché à son ami Charles de Gontaut-Biron. Henri III, quant à lui, avait désigné pour le siège son filleul Henri de Savoie-Nemours, qui par sa mère Anne d'Este était neveu du défunt cardinal, mais qui n'avait que quinze ans. Le pape Sixte V refusa de ratifier cette nomination. Comme on espérait que Rome finirait au bout de quelques années par donner son investiture, la famille de Savoie-Nemours (le duc Charles-Emmanuel, frère aîné d'Henri) traita avec le chapitre d'Auch, et on convint de confier provisoirement l'administration temporelle de l'archidiocèse à l'intendant et précepteur du jeune Henri, l'abbé Léonard de Trappes : issu d'une importante famille bourgeoise de Nevers, il était docteur in utroque jure. Cependant, la mense archiépiscopale resta tiraillée entre les représentants des Gontaut-Biron et ceux des Savoie-Nemours, avec des affrontements violents.
Le 25 juillet 1593, Henri de Navarre, devenu roi de France, se convertit officiellement au catholicisme (conversion acceptée le 17 septembre 1595 par le pape Clément VIII, qui prononça une absolution solennelle). Le roi couvrit Charles de Gontaut-Biron d'honneurs (en le nommant maréchal de France en 1594, gouverneur de Bourgogne en 1595, duc et pair en 1598) et l'amena à retirer ses prétentions sur les revenus de l'archevêché. Quant à Henri de Savoie-Nemours, il avait déclaré dès 1591 qu'il ne voulait pas entrer dans les ordres, et d'autre part, son frère aîné Charles-Emmanuel étant mort prématurément et sans héritier le 13 août 1595, il devint lui-même duc ; cependant sa mère, Anne d'Este, agissant par procuration, passa encore un acte concernant les rentes et revenus de l'archevêché le 6 octobre 1597. 
En 1597, Henri IV, sur la recommandation du duc de Nemours, nomma Léonard de Trappes, alors conseiller-clerc au Parlement de Paris, et administrateur de l'archidiocèse depuis dix ans, archevêque d'Auch, après plus d'une décennie de vacance. À cette date, il n'était pas prêtre. Il célébra sa première messe dans la cathédrale de Nevers le 8 septembre 1599. Peu après, il fut sacré évêque à Paris par le cardinal de Gondi, assisté d'Arnaud de Pontac, évêque de Bazas, et de Léger de Plas, évêque de Lectoure. Il consacra le 13 août 1600, Claude Dormy, évêque de Boulogne dans l'église priorale de Saint-Martin-des-Champs.
Il fit son entrée solennelle à Auch le 8 novembre 1600.
Ce fut le premier archevêque depuis près de cent ans qui résida effectivement à Auch. Il s'occupa de restaurer dans sa province la dévotion catholique et l'exactitude du culte. Il fonda le petit séminaire d'Auch. Il fit venir dans son diocèse des capucins, et en 1607 leur fit bâtir près de la ville d'Auch un couvent de son propre fond ; avec la permission spéciale du pape Paul V, il put prendre lui-même l'habit de capucin tout en restant archevêque, et il se retirait souvent dans une cellule du couvent qu'il s'était réservée ; le 12 octobre 1617, il consacra l'église du couvent sous le vocable de saint Antoine de Padoue. Dès 1606, il chercha aussi à faire venir des ursulines de Toulouse, où Marguerite Vigier avait fondé un couvent en 1604 ; il ne put l'obtenir qu'en 1623, année où fut fondée (le 18 janvier) une communauté de ces religieuses rue du Chemin Droit, dans la ville basse. Un collège de jésuites fut également construit à Auch à partir de 1624, et l'archevêque en consacra la chapelle le 31 juillet 1627. 
En 1609, une délégation de l'évêque, du chapitre et de l'université d'Huesca (Aragon) vint réclamer des reliques de saint Orens, natif de leur ville selon la tradition (reliques conservées dans le prieuré Saint-Orens). Ce fut l'occasion, entre le 14 et le 18 septembre de cette année, de cérémonies très solennelles d'ouverture de la châsse et d'ostension des reliques, qui devaient remettre à l'honneur le culte des saints et des reliques, mis à mal par les protestants. La chapelle Notre-Dame de Betharram, lieu de pèlerinage dans le diocèse de Lescar, ayant été fermée par les protestants en 1569, sa restauration fut décidée en 1614, et l'archevêque métropolitain y fit un pèlerinage solennel en 1616 ; il fit don au sanctuaire d'une nouvelle statue, car l'ancienne avait été emportée en Aragon et y était vénérée sous le nom de Notre-Dame de Gascogne.
Sous son épiscopat eurent également lieu d'importants travaux sur la cathédrale Sainte-Marie d'Auch : le grand retable du chœur fut réalisé en 1609 par Pierre II Souffron, la nef principale fut dotée d'une voûte par Pierre Levesville entre 1618 et 1620, et les vitraux du chœur commencèrent à être posés en 1620 par les verriers François Bierges et Pierre Autipout. Le 14 juin 1629, l'archevêque consacra dans la cathédrale l'autel du Saint-Sacrement.
C'est Léonard de Trappes qui consacra l'église du couvent des Récollets de Paris, sous le titre de l'Annonciation, le 30 août 1614. Il s'occupa aussi de l'installation des oratoriens dans sa ville natale de Nevers : par contrat passé à Paris le 6 avril 1618, il leur céda trois maisons sises dans la ville et la terre et seigneurie de Chaluzy et Trangy qu'il tenait de son père.
En politique, il assista aux États généraux de 1614 et à l'assemblée des notables convoquée à Rouen en décembre 1617. Alors que les tensions restaient vives en Béarn entre catholiques et protestants, il fut reçu le 21 février 1615 par la régente Marie de Médicis pour exprimer les doléances des catholiques. 
Dominique de Vic fut nommé archevêque coadjuteur le 16 février 1626 malgré l'opposition que lui fit le vicaire général Pierre Huc. Léonard de Trappes mourut le 29 octobre 1629 en odeur de sainteté, après avoir ordonné qu'on l'ensevelît dans la chapelle souterraine de saint Austinde, revêtu de l'habit des capucins, avec entre ses mains un crucifix et le livre de l'Imitation de Jésus-Christ. Son cœur fut mis dans un petit caveau devant le maître-autel. Il poussa vraiment très loin l'humilité, car il fit placer sur sa tombe l'inscription suivante : « LEONARDUS DE TRAPES, ARCHIEPISCOPUS AUXITANUS,/ VERMIS ET NON HOMO, OPPROBRIUM HOMINUM,/ ET ABJECTIO PLEBIS ».